# Bishop Hill-kolonin

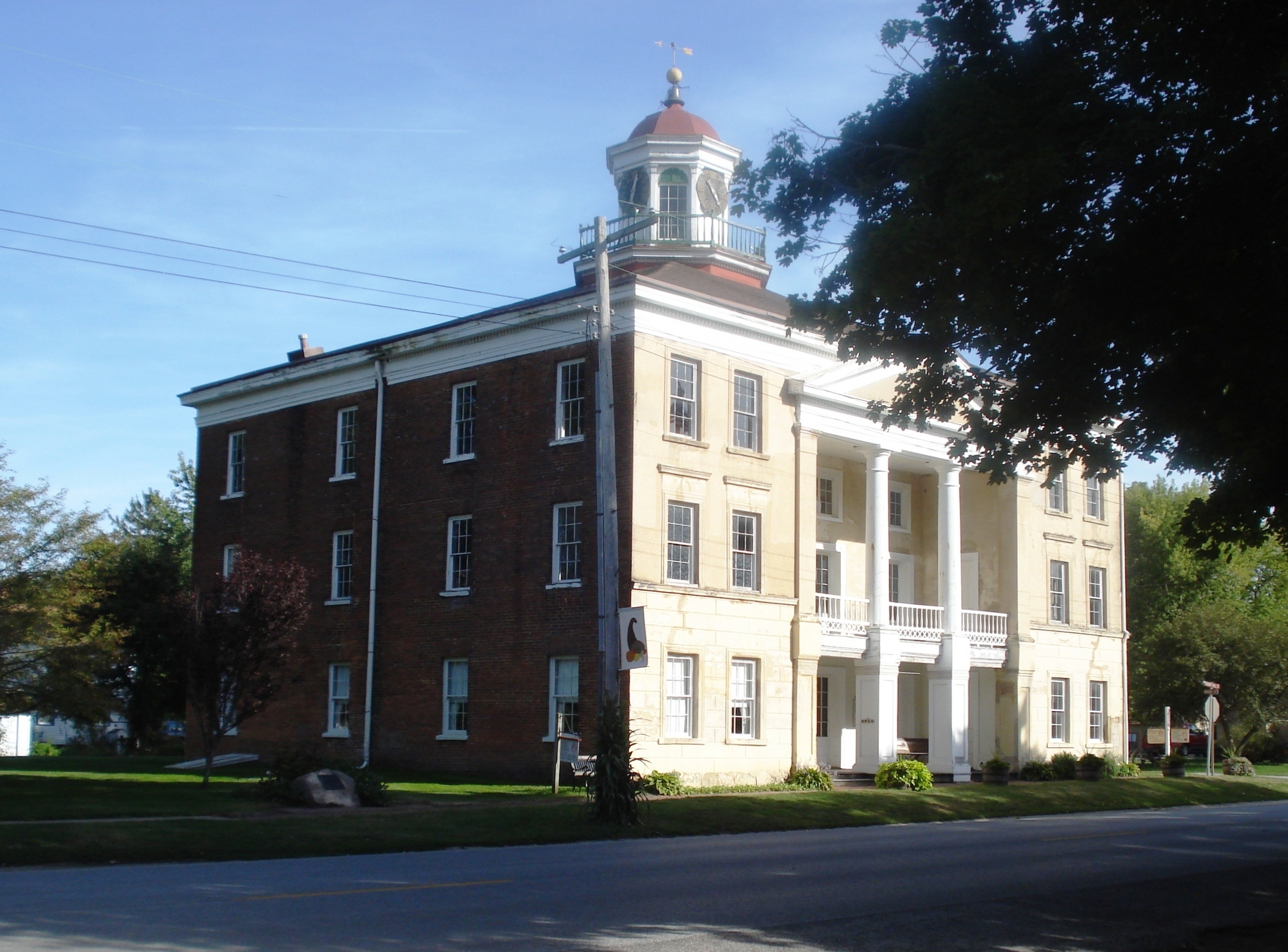
Steeple Building i september 2011. Byggnaden stod färdig 1854, och blev en skola för barn.

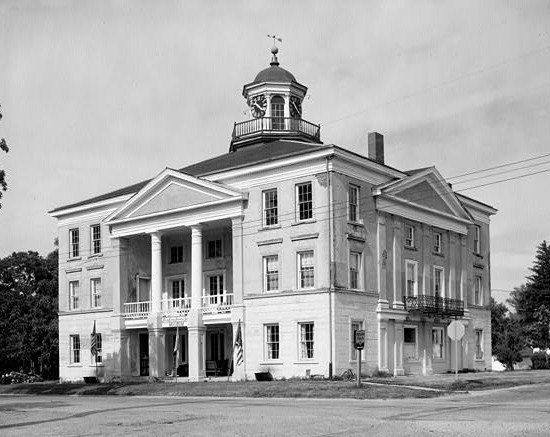
Steeple Building i juni 1976.

Bishop Hill-kolonin (engelska: Bishop Hill Colony) är ett historiskt distrikt i Bishop Hill i Illinois i USA. Åren 1846-1861 fanns här en svensk bosättning som grundades av svenske predikanten Eric Jansson. Bosättningen namngavs efter Biskopskulla socken i Uppland i Sverige.
Platsen förklarades som nationellt historiskt minnesmärke 1984.

Erik Jansson anlände till området i juli 1846 och den första gruppen om 300 kolonister anlände till Bishop Hill hösten 1846. Under denna tid var levnadsvillkoren i kolonin mycket primitiva. De flesta fick bosätta sig i så kallade "dug-outs", enkla jordkulor. Under vintern 1846-1847 dog 97 personer i kolonin, och flera valde att lämna densamma. Under våren 1847 ankom ytterligare 400 kolonister. Erik Janssons bostad, "det röda huset" uppfördes 1847. Huset är senare tillbyggt. Bland de första mer permanenta byggnaderna som uppfördes blev kolonikyrkan, uppförd 1848, vilken inrymde 20 boningsrum på första och andra våningarna. Kyrkan är numera restaurerad och första våningen som inrymde bostäder är numera ett museum tillägnat målaren Olof Krans. 1848-1851 uppfördes kolonins störa byggnad, "Big Brick", som innehöll 72 rum med bostäder samt gemensamt kök och matsal för kolonisterna. Byggnaden förstördes av brand 1928. 1851 uppfördes kolonins första kvarn, en vattenkvarn. En ångkvarn stod färdig 1852. Björklund Hotell, fram till 1930 hotell men sedan använt för en rad ändamål stod färdigt 1852. Kolonins snickeriverkstad och det kombinerade bageriet och bryggeriet uppfördes även de 1852, 1853-1855 uppfördes kolonisn affärshus och postkontor, och 1855 mejeribyggnaden, kallad ladugårdsbyggningen. "Steeple Building" som ursprungligen användes som hotell uppfördes 1854-1855 och fungerar numera som museum och arkiv.
En av kolonisterna 1846 var Peter Wickblom (född 1810). En ljudinspelning med honom från 1904 om en del av resan finns bevarad och anses vara den äldsta bevarade svenska rösten.

### Fotnoter
1. ↑  ”Bishop Hill Colony”. National Historic Landmark summary listing. National Park Service. Arkiverad från originalet den 3 januari 2008. https://web.archive.org/web/20080103060613/http://tps.cr.nps.gov/nhl/detail.cfm?ResourceId=922&ResourceType=District. Läst 3 oktober 2007.
2. ↑  Från Nora till Bishop Hill, artikel av Ingvar Nilsson i Vår hembygd, häfte 4
3. ↑  Ågetoft, Bengt-Olof. ”De unika röstinspelningarna från Bishop Hill – hur hamnade de i KB:s samlingar?”. http://ljudochbild.blogg.kb.se/2016/12/02/de-unika-rostinspelningarna-fran-bishop-hill-hur-hamnade-de-i-kbs-samlingar/. Läst 22 december 2016.